# Varize (Mosela)
Varize (oficialmente, desde 2015, Varize-Vaudoncourt) es una comuna francesa situada en el departamento de Mosela, en la región de Gran Este.

## Demografía
| 326 | 345 | 281 | 371 | 452 | 440 | 498 |
| Para los censos de 1962 a 1999 la población legal corresponde a la población sin duplicidades (Fuente: INSEE [Consultar]) |     |     |     |     |     |     |